# Pyšely
Pyšely (in tedesco Pischel) è una città della Repubblica Ceca facente parte del distretto di Benešov, in Boemia Centrale.